# Apterygothrips floridensis
Apterygothrips floridensis är en insektsart som beskrevs av Johansen och Mojica 1993. Apterygothrips floridensis ingår i släktet Apterygothrips och familjen rörtripsar. Inga underarter finns listade i Catalogue of Life.